# اعترافات یک جاسوس نازی
اعترافات یک جاسوس نازی (انگلیسی: Confessions of a Nazi Spy) فیلمی در ژانر جاسوسی و تبلیغاتی سیاسی به کارگردانی آناتول لیتواک است که در سال ۱۹۳۹ منتشر شد.

## خلاصه فیلم
«اد رنارد» مأمور اف‌بی‌آی بر روی فعالیت‌های جاسوسی نازی‌ها پیش از آغاز جنگ تحقیق می‌کند و…